# USS Herzog (DE-178)
USS Herzog (DE-178) là một tàu hộ tống khu trục lớp Cannon từng phục vụ cùng Hải quân Hoa Kỳ trong Chiến tranh Thế giới thứ hai. Nó là chiếc tàu chiến thứ hai của Hải quân Hoa Kỳ được đặt cái tên này, theo tên Trung úy Hải quân William Ralph Herzog (1909-1942), người được biệt phái chỉ huy đội vũ trang bảo vệ tàu buôn SS Pan New York và đã tử trận tại Bắc Đại Tây Dương vào ngày 29 tháng 10, 1942. Nó đã phục vụ trong chiến tranh cho đến tháng 8 năm 1944, khi được chuyển giao cho Hải quân Brazil và tiếp tục phục vụ như là chiếc Beberibe (D-19) cho đến khi bị mắc cạn vào năm 1966. Con tàu bị tháo dỡ vào năm 1968.

## Thiết kế và chế tạo
Lớp Cannon có thiết kế hầu như tương tự với lớp Buckley dẫn trước; khác biệt chủ yếu là ở hệ thống động lực Kiểu DET (diesel electric tandem). Các động cơ diesel đặt nối tiếp nhau dẫn động máy phát điện để cung cấp điện năng quay trục chân vịt cho con tàu. Động cơ diesel có ưu thế về hiệu suất sử dụng nhiên liệu, giúp cho lớp Cannon cải thiện được tầm xa hoạt động, nhưng đánh đổi lấy tốc độ chậm hơn.
Vũ khí trang bị bao gồm ba pháo 3 in (76 mm)/50 cal trên tháp pháo nòng đơn có thể đối hạm hoặc phòng không, một khẩu đội pháo phòng không Bofors 40 mm nòng đôi và tám pháo phòng không Oerlikon 20 mm. Vũ khí chống ngầm bao gồm một dàn súng cối chống tàu ngầm Hedgehog Mk. 10 (có 24 nòng và mang theo 144 quả đạn); hai đường ray Mk. 9 và tám máy phóng K3 Mk. 6 để thả mìn sâu. Con tàu vẫn giữ lại ba ống phóng ngư lôi Mark 15 21 inch (533 mm). Thủy thủ đoàn đầy đủ bao gồm 15 sĩ quan và 201 thủy thủ.
Cái tên Herzog thoạt tiên được đặt cho chiếc DE-277, một tàu hộ tống khu trục lớp Evarts, nhưng được chuyển giao cho Anh Quốc theo Chương trình Cho thuê-Cho mượn (Lend-Lease) và phục vụ như tàu frigate HMS Gore (K481). Herzog (DE-178) được đặt lườn tại xưởng tàu của hãng Federal Shipbuilding and Drydock Company ở Newark, New Jersey vào ngày 17 tháng 5, 1943. Nó được hạ thủy vào ngày 5 tháng 9, 1943, được đỡ đầu bởi bà Alice A. Herzog, mẹ Trung úy Herzog, và nhập biên chế cùng Hải quân Hoa Kỳ tại Xưởng hải quân New York vào ngày 6 tháng 10, 1943 dưới quyền chỉ huy của Hạm trưởng, Thiếu tá Hải quân James Cecil Toft, Jr.

## Lịch sử hoạt động

### USSHerzog
Sau khi hoàn tất việc chạy thử máy huấn luyện tại khu vực Bermuda, Herzog khởi hành từ New York vào ngày 29 tháng 11, 1943 cho chuyến hộ tống vận tải đầu tiên, tháp tùng cho chiếc tàu kho chứa Ariel (AF-22) đi sang khu vực Tây Ấn, và quay trở lại New York vào ngày 18 tháng 12. Nó lại tiếp tục hộ tống một đoàn tàu buôn băng qua vùng biển Caribe nguy hiểm để đi đến khu vực kênh đào Panama vào ngày 27 tháng 12, và sau đó đảm trách những chuyến hộ tống vận tải ngắn giữa Trinidad và Recife, Brazil.
Từ ngày 14 tháng 4 đến ngày 14 tháng 7, 1944, Herzog phục vụ trong thành phần Đội đặc nhiệm 41.6, phối hợp cùng tàu sân bay hộ tống Solomons (CVE-67) để tuần tra chống tàu ngầm U-boat Đức tại khu vực Nam Đại Tây Dương. Vào ngày 15 tháng 6, nó cứu vớt những thành viên thủy thủ đoàn chiếc U-860 bị những máy bay xuất phát từ Solomons đánh chìm tại vị trí về phía Nam Saint Helena, ở tọa độ 25°27′N 05°30′T / 25,45°N 5,5°T, đưa 20 tù binh chiến tranh chiếc U-boat quay trở lại cảng Recife vào ngày 23 tháng 6. Sau một chuyến tuần tra chống tàu ngầm khác cùng đội đặc nhiệm, nó quay trở lại Recife vào ngày 16 tháng 7, bắt đầu huấn luyện thủy thủ đoàn người Brasil nhằm chuẩn bị cho việc chuyển giao con tàu cho chính phủ Brazil trong khuôn khổ Chương trình Cho thuê-Cho mượn (Lend-Lease).

### Beberibe(D-19)
Đi đến Natal, Brazil vào ngày 28 tháng 7, con tàu chính thức rút biên chế khỏi Hải quân Hoa Kỳ vào ngày 1 tháng 8, 1944 và đồng thời nhập biên chế cùng Hải quân Brazil như là chiếc Beberibe (D-19). Con tàu được hoàn trả trên danh nghĩa cho Hoa Kỳ vào ngày 30 tháng 6, 1953, nhưng được Hoa Kỳ chuyển quyền sở hữu cho Brazil trong khuôn khổ Chương trình Viện trợ Quân sự và rút tên khỏi danh sách Đăng bạ Hải quân vào ngày 20 tháng 7, 1953. Nó tiếp tục phục vụ cùng Hải quân Brazil cho đến bị mắc cạn vào tháng 2, 1966, rồi bị xóa đăng bạ và tháo dỡ vào năm 1968.

## Phần thưởng
Nguồn: Navsource Naval History
|  |  |

| Huân chương Chiến dịch Hoa Kỳ | Huân chương Chiến thắng Thế Chiến II |